# Уявні географії
Уявні географії (англ. Imagined geographies) — поняття, введене Едвардом Саїдом, в його книзі Орієнталізм, що означає специфічне соціальне сприйняття простору, породжене текстами, зображеннями і дискурсами. Термін «уявні» означає не «фіктивні» або «вигадані», але «сприймаються» і осмислюються в рамках соціального конструкціонізму поряд з «Уявними спільнотами» Бенедикта Андерсона. У «Орієнталізмі» Саїд стверджує, що сприйняття «Сходу» як відкритої, дівочої території, нездатної до самостійного керування породжене західною культурою під впливом академічного сходознавства, звітів мандрівників і колоніалізму.